# Iolonioro
Iolonioro là một tổng thuộc  tỉnh Bougouriba ở tây nam Burkina Faso. Thủ phủ là thị xã Iiolonioro. Theo điều tra dân số năm 2006, tổng này có 20.677 dân.

## Các thị xã và làng xã
• Thị xã Iiolonioro • Barkoura • Barsera • Binte • Botoro • Burkinao • Diassara • Djonlèra • Doumbouro • Dounkora • Dountelo • Gairo, Burkina Faso • Gbingue • Gomgombiro • Gongontiano • Hebrimpono • Kambeledaga • Koursera • Kpalbalo • Loukoura • Milpo • Niombouna • Niombripo • Nonkuéro • N’tonhero • Ouidiara • 
Pergdalembiro • Pokouro • Poyo • Sangolo • Sarambour • Saramboura • Sidoumoukar • Sidoumoukar-Hiro • Sinamanana • Tiarkiro • Tomena • Torkiaro • Werinkera • Yeyera • Younora • 